# Єрмошкіно
Єрмо́шкіно (рос. Ермошкино, чув. Ярмушка) — присілок у складі Вурнарського району Чувашії, Росія. Адміністративний центр Єрмошкінського сільського поселення.
Населення — 324 особи (2010; 424 у 2002).
Національний склад:
- чуваші — 98 %